# Euproctis ruanda
Euproctis ruanda är en fjärilsart som beskrevs av Collenette 1933. Euproctis ruanda ingår i släktet Euproctis och familjen tofsspinnare. Inga underarter finns listade i Catalogue of Life.